# Белвју (Ајова)
Белвју (енгл. Bellevue) град је у америчкој савезној држави Ајова. По попису становништва из 2010. у њему је живело 2.191 становника.

## Демографија
Према попису становништва из 2010. у граду је живело 2.191 становника, што је -159 (-6.8%) становника више него 2000. године.
| Група             | 2000.         | 2010.         |
| Белци             | 2.334 (99,3%) | 2.158 (98,5%) |
| Афроамериканци    | 0 (0,0%)      | 2 (0,1%)      |
| Азијати           | 1 (0,0%)      | 1 (0,0%)      |
| Хиспаноамериканци | 11 (0,5%)     | 17 (0,8%)     |
| Укупно            | 2.350         | 2.191         |